# Anne Neville

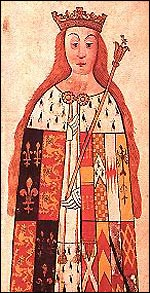
Anne Neville

Lady Anne Neville (* 11. Juni 1456 in Warwick Castle; † 16. März 1485 in Westminster (London)) war als Gemahlin Richards III. von 1483–85 englische Königin.

## Leben

### Abstammung, Jugend und Heirat mit Edward, Prince of Wales
Anne Neville war die jüngere Tochter von Richard Neville, 16. Earl of Warwick, und Anne Beauchamp, 16. Countess of Warwick. Sie wurde im College of Saint Mary, Warwick, getauft. Ihr Vater war einer der mächtigsten Adligen Englands und der bedeutendste Unterstützer des Hauses York. Ihre Schwester Isabella Neville war fünf Jahre älter als sie und das einzige weitere Kind ihres Vaters. Damit konnten die Schwestern ein beträchtliches Erbe erwarten.
In ihrer frühen Kindheit lebte Anne wahrscheinlich hauptsächlich in Warwick und in den 1460er Jahren außer in Warwick wohl auch zeitweise in nördlicher gelegenen Burgen ihres Vaters. 1461, als sie erst fünf Jahre alt war, wurde König Heinrich VI. abgesetzt und Eduard IV. mit Hilfe ihres Vaters zum neuen König gekrönt. Zwei Jahre später, 1463, nahm sie an der erneuten Beisetzung ihres Großvaters Richard Neville, 5. Earl of Salisbury († 1460), in der Bisham Abbey teil. 1466 war sie gemeinsam mit ihrer Schwester bei der Amtseinführung ihres Onkels George Neville als Erzbischof von York anwesend, wobei ihr späterer Ehemann Richard, damals Duke of Gloucester, beim anschließenden Bankett am oberen Ende der Tafel Platz nahm. Schließlich beteiligte sich Anne auch 1468 am Hochzeitsfest Margaretas von York.
Laut dem burgundischen Geschichtsschreiber Jean de Wavrin wollte der „Königsmacher“, wie Annes ehrgeiziger Vater genannt wurde, schon 1464 seine beiden Töchter mit jüngeren Brüdern Eduards IV., nämlich mit George, Duke of Clarence und Richard, Duke of Gloucester, verheiraten, was der König indessen ablehnte. Seit der Heirat Eduards IV. mit Elisabeth Woodville sah der Earl von Warwick außerdem seinen Einfluss am Hof zunehmend schwinden. Er intrigierte daraufhin 1469 gegen den König und gewann dessen jüngeren Bruder George, Duke of Clarence als Verbündeten. Zunächst zog er sich nach Calais zurück, welcher Stadt er als Gouverneur vorstand, und verheiratete dort am 11. Juli 1469 seine Tochter Isabella mit Clarence. Bald danach kehrten die beiden Adligen nach England zurück. Warwicks Parteigänger Robin of Redesdale besiegte in der Schlacht von Edgecote Moor am 26. Juli 1469 ein königstreues Aufgebot und Eduard IV. selbst geriet in die Hände von Warwicks Anhängern. Nach einer oberflächlichen Versöhnung der Streitparteien stifteten Warwick und Clarence Anfang 1470 in Lincolnshire eine neue Erhebung gegen den König an, doch ihre Truppen erlitten in der Schlacht von Losecote Field (12. März 1470) eine Niederlage. So mussten die beiden Magnaten mit ihren Gattinnen ebenso wie Warwicks Tochter Anne Ende April 1470 nach Frankreich fliehen, wobei Clarences Gattin Isabella während der Überfahrt über den Ärmelkanal an Bord des Schiffs eine bald darauf verstorbene Tochter gebar. Die flüchtigen Adligen konnten aber nicht in Calais landen, wo ihnen Warwicks eigener Stellvertreter die Aufnahme verweigerte, sondern erst in Dieppe, und sie wurden vom französischen König Ludwig XI. wohlwollend empfangen.
Ludwig XI. bemühte sich, die exilierte Margarete von Anjou mit Warwick, der 1461 den Sturz von Margaretes Gemahl Heinrich VI. herbeigeführt hatte, auszusöhnen und eine aus Warwick, Clarence und dem Haus Lancaster bestehende Koalition gegen König Eduard IV. zustande zu bringen. Letzterer sollte gestürzt und die Lancaster-Herrschaft in England wiederhergestellt werden. Die Anstrengungen des französischen Königs waren erfolgreich. Im Vertrag von Angers stimmte Margarete von Anjou zu, Warwick zu verzeihen, wofür sich Warwick verpflichtete, für die Interessen Heinrichs VI. zu kämpfen; und Ludwig XI. gab die Zusage, beide mit allen ihm zur Verfügung stehenden Mitteln zu unterstützen. Außerdem wurde vereinbart, dass nach der angestrebten Wiedereinsetzung Heinrichs VI. als englischer König dessen einziger Sohn Edward, Prince of Wales mit Warwicks Tochter Anne vermählt werden sollte. Würde diese Ehe erbenlos bleiben, käme Clarence an die Macht. Einstweilen wurden Anne und Edward am 25. Juli 1470 in der Kathedrale von Angers verlobt. Die von Warwick und Clarence eingeleitete Invasion Englands verlief für sie nach Plan; Eduard IV. floh Anfang Oktober 1470 zu seinem Schwager Karl den Kühnen nach Burgund und Heinrich VI. gelangte erneut auf den Thron.
Anne und Edward feierten etwa am 13. Dezember 1470 ihre Hochzeit in Bayeux, besuchten Paris und schlossen sich dann in der Normandie Margarete von Anjou an, um mit dieser nach England überzusetzen. Nachdem stürmisches Wetter ihre Einschiffung 17 Tage lang verhindert hatte, segelten sie über den Ärmelkanal und landeten am Abend des Ostersonntags (14. April 1471) in Weymouth. Doch am gleichen Tag hatte Eduard IV., der vom Herzog von Burgund Unterstützung erhalten hatte und nach England zurückgekehrt war, in der Schlacht von Barnet einen entscheidenden Sieg über seine Widersacher errungen. Warwick war auf der Flucht getötet worden, Heinrich VI. wieder Gefangener und Clarence hatte sich mit seinem Bruder Eduard IV. versöhnt. Margarete von Anjou suchte sich mit ihren Truppen nach Wales zurückzuziehen, wurde aber von der Armee Eduards IV. eingeholt und in der Schlacht von Tewkesbury (4. Mai 1471) besiegt. Anne geriet in Gefangenschaft, ihr Gatte Edward kam ums Leben. Eduard IV. war hingegen wieder unbestrittener König Englands und gab wohl den Befehl zur am 21. Mai 1471 erfolgten Ermordung Heinrichs VI. im Tower of London.

### Heirat mit Herzog Richard von Gloucester, dem späteren König Richard III.
Nach der Schlacht von Tewkesbury wurde die mit erst knapp 15 Jahren verwitwete Anne Neville anfangs nach Coventry gebracht. Der Duke of Clarence nahm sie dann in London in seine Obhut, während ihre Mutter Anne Beauchamp in der Beaulieu Abbey Kirchenasyl suchte. In der Folge beanspruchte Clarence über seine Ehe mit Isabella nahezu das gesamte Erbe Warwicks, nämlich dessen riesige Besitzungen und Einkünfte, und er wollte Anne und deren Mutter ihren Anteil am Familienerbe vorenthalten. Deshalb stellte er sich auch den Bemühungen seines Bruders Richard, Duke of Gloucester, entgegen, Anne zu ehelichen, da diese dann leichter ihren Erbteil hätte einfordern können. Laut dem Fortsetzer der Historia Croylandensis soll Clarence Anne sogar veranlasst haben, in der Verkleidung eines Küchenmädchens in London versteckt zu leben. Gloucester fand sie aber und brachte sie in die Kirche von St Martin’s-le-Grand, London. Der Streit der Brüder kam vor einen königlichen Rat. Clarence gestand zu, dass Gloucester seine Schwägerin zur Gemahlin nehmen dürfe, doch sollten sie fast gar nicht an Warwicks Hinterlassenschaft beteiligt werden. Um die Zustimmung seines Bruders Clarence zur Heirat zu erhalten, verzichtete Gloucester schließlich auf den Großteil von Warwicks Besitztümern, so etwa auf die Grafschaften Warwick und Salisbury. Im März 1472 kam es zur vorläufigen Einigung. 1474/75 setzten zwei vom Parlament verabschiedete Gesetze die Rechte von Annes Mutter sowie ihres Cousins George Neville außer Kraft und erklärten Anne und Isabella zu Alleinerbinnen. Deren Ehemänner konnten nun in die gesamten Besitzungen Warwicks eintreten sowie in jene Güter der Familie Beauchamp, die Annes Mutter durch ihre Erbschaft in die Ehe mit Warwick eingebracht hatte.
Das genaue Hochzeitsdatum von Anne und Richard von Gloucester ist unbekannt. Meist wird angenommen, dass das Paar im Frühling 1472 heiratete, doch lässt sich mit Sicherheit nur sagen, dass seine Hochzeit vor dem Juli 1474 stattfand. Anscheinend wurde auch nicht um eine päpstliche Dispens zur Legitimierung der Ehe angesucht. Nach ihrer Heirat trug Anne den Titel einer Duchess of Gloucester. Sie hatte Ländereien in Wales sowie nordenglische Besitzungen ihres Vaters geerbt und residierte mit ihrem zweiten Gemahl meist in Middleham Castle, Yorkshire, und benachbarten Burgen, denn Richards Machtbasis lag im Norden des Landes. Die Ehe scheint nach zeitgenössischen Zeugnissen glücklich verlaufen zu sein. Vielleicht 1473, wahrscheinlicher aber erst 1476 brachte Anne ihren Sohn Edward zur Welt, und möglicherweise hatte sie noch einen zweiten Sohn namens George. 1476 wurde sie als Ordensschwester des Priorats der Durham Cathedral zugelassen. Drei Jahre zuvor, 1473, war Annes Mutter nach dem Verlassen ihres Kirchenasyls nach Middleham gekommen und in den Haushalt ihrer Tochter aufgenommen worden.

### Königin und Tod
Nachdem König Eduard IV. am 9. April 1483 überraschend gestorben war, usurpierte der Duke of Gloucester am 26. Juni 1483 als König Richard III. den Thron, sodass Anne nun Königin von England wurde. Am 6. Juli 1483 wurde Anne gemeinsam mit ihrem Mann in der Westminster Abbey durch den Erzbischof von Canterbury, Thomas Bourchier, gekrönt. Es handelte sich um die erste gemeinsame Krönung seit 175 Jahren. Die Schleppe der Königin trug Margaret Beaufort, Gräfin von Richmond, deren Sohn der spätere König Heinrich VII. war. Viele Adlige waren bei der prächtigen Zeremonie anwesend.
Bald darauf verließ Richard III. Windsor und begab sich auf seine Rundreise, die ihn zuerst in den Westen Englands führte. Anne schloss sich ihm in Warwick wieder an und begleitete ihn nach York, das in den letzten Jahrzehnten zur zweiten Hauptstadt Englands aufgestiegen war. Die Einwohner Yorks bereiteten dem Königspaar einen begeisterten Empfang. Richard III. hielt sich nun mit seiner Familie ab dem 30. August 1483 einige Tage in der Stadt auf und ernannte seinen Sohn Edward am folgenden 8. September zum Prince of Wales. Bei dieser Gelegenheit spazierten der König und Anne mit Kronen auf ihren Häuptern in feierlicher Prozession durch die Straßen, und die damaligen prächtigen Feierlichkeiten in York wurden mit einer zweiten Krönung Richards verglichen. Im nächsten Jahr 1484 reiste Anne wieder mit ihrem Gemahl nach York.
Anne stand auf gutem Fuß mit ihrer Schwiegermutter Cecily Neville, Duchess of York, mit der sie über religiöse Werke wie jene von Mechthild von Hackeborn diskutierte. Wohl auf Grund ihres schlechten Gesundheitszustands scheint sie eine ziemlich unbedeutende Rolle als Königin gespielt zu haben. Zwar hatte sie ihren eigenen Haushalt, aber offenbar keine sonst für Königinnen üblichen Witwenländer. Sie dürfte nicht einmal über ihr eigenes Erbe verfügt haben, das von königlichen Beamten verwaltet wurde. Auch erscheint ihr Name selten in Kanzleivermerken.
Als sich Anne mit ihrem Gemahl in Nottingham aufhielt, starb plötzlich ihr erst im Kindesalter stehender Sohn Edward am 9. April 1484 in Middleham. Sein Tod traf Anne schwer, ebenso den König, der nun ohne Erben dastand. Anne bekam kein weiteres Kind, und es tauchten Gerüchte auf, dass Richard III. sie verstoßen und eine neue Ehe mit seiner Nichte Elisabeth von York, einer Tochter Eduards IV., eingehen wolle.
Nicht einmal ein Jahr nach dem Tod ihres Sohnes verschied auch Anne am 16. März 1485, an welchem Tag eine Sonnenfinsternis auftrat, im Alter von nur 28 Jahren in Westminster, London. Sie war schon länger kränklich und starb wahrscheinlich an Tuberkulose. Gegner Richards III. behaupteten allerdings, dass der König seine Gemahlin vergiftet habe. Am 30. März 1485 bestritt Richard III. in London öffentlich, dass er je die Absicht gehabt habe, Elisabeth von York zu ehelichen. Der Leichnam der verstorbenen Königin, die der mit ihr bekannte Historiker John Rous als schön, liebenswürdig und tugendhaft beschrieb, wurde in der Westminster Abbey in einem anonymen Grab rechts des Hochaltars beigesetzt.